# ビックカメラ高崎ビークイーン
ビックカメラ高崎ビークイーン（ビックカメラたかさきビークイーン、英: Bic Camera Takasaki Bee Queen）は、群馬県高崎市を拠点とする女子ソフトボールチーム。JDリーグ所属。

## 概要

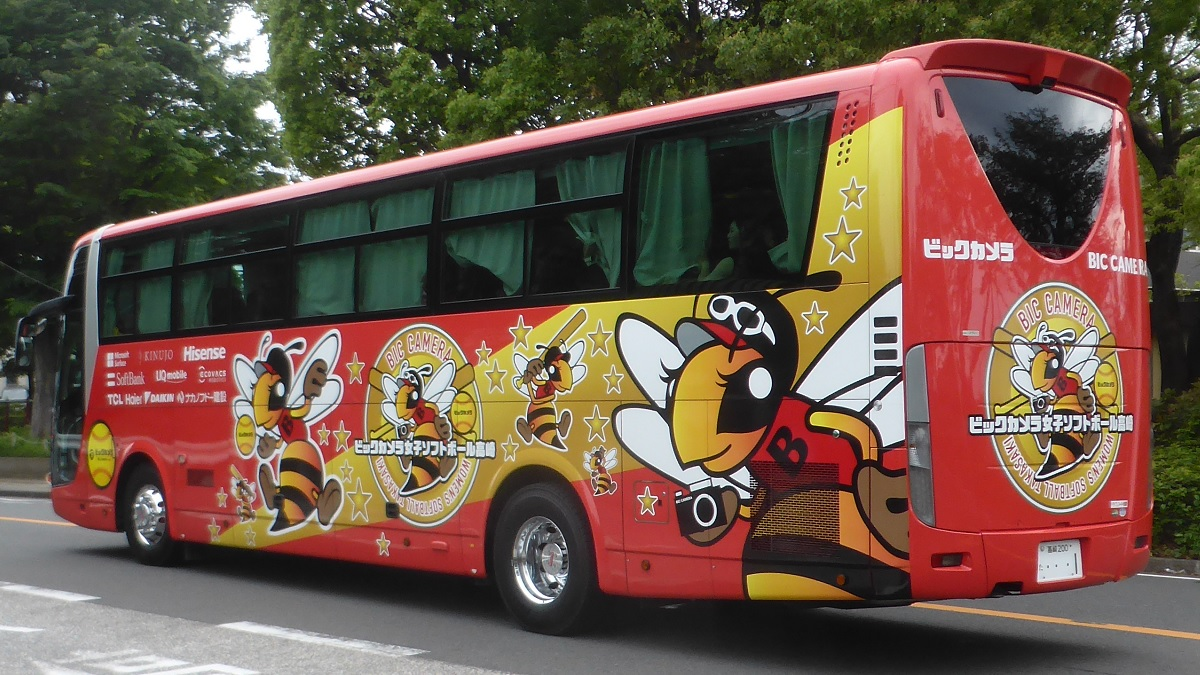
チームバス外観 (2024年)

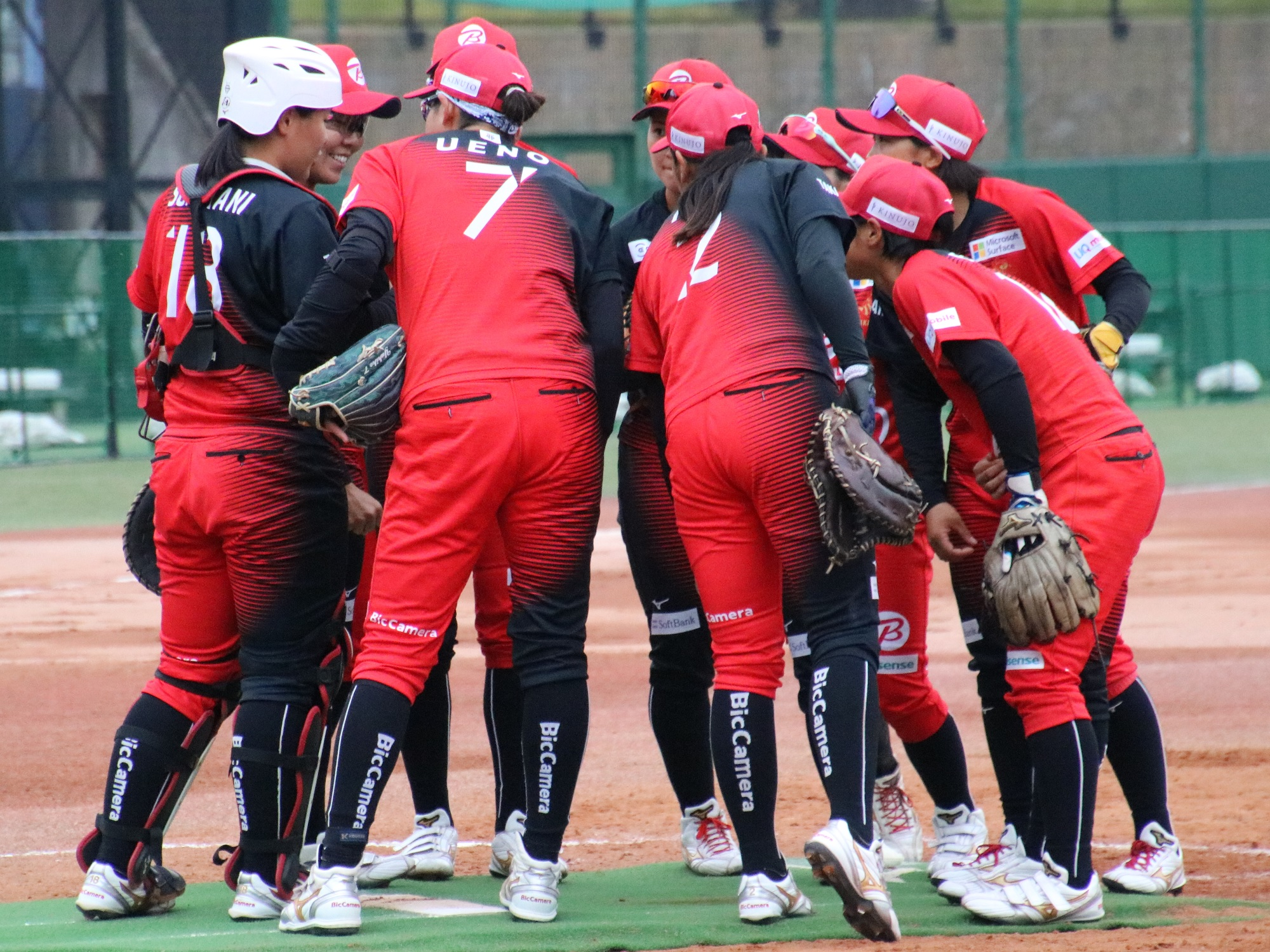
円陣を組むナイン (2024年)

JDリーグ東地区所属。獲得タイトルは、全国社会人女子チーム最多の計55回（JDリーグ1回・日本リーグ14回・皇后盃19回・全日本実業団2回・国スポ19回）を誇る（2024年11月4日現在）。元全日本監督の宇津木妙子が総監督を務める。
1981年、旧・日立高崎工場創立10周年記念事業の一環で日立高崎ソフトボール部（ひたちたかさきソフトボールぶ）として創部。1987年、秋の国体で、チームメンバーの安藤弘美らが参加した群馬県成年女子が優勝。初のタイトルとなる。
2003年、日立製作所が半導体部門をルネサス テクノロジに移管したことに伴い、チーム名を日立&ルネサス高崎（ひたち アンド ルネサスたかさき）に変更。2007年、ルネサス高崎女子ソフトボール部（ルネサスたかさきじょしソフトボールぶ）となる。2009年にはルネサステクノロジ高崎事業所女子ソフトボール部（ルネサステクノロジたかさきじぎょうぶじょしソフトボールぶ）に変更した。
2010年4月1日、ルネサス テクノロジがNECエレクトロニクスと合併したことでルネサスエレクトロニクスとなり、チーム名をルネサスエレクトロニクス高崎 女子ソフトボール部（ルネサスエレクトロニクスたかさき じょしソフトボールぶ）に変更。
2015年1月1日、高崎発祥のビックカメラにチーム移管され、チーム名をビックカメラ女子ソフトボール高崎（ビックカメラじょしソフトボールたかさき）に変更。
チーム愛称の「ビークイーン」は、力強い女性をイメージする女王蜂に由来する。本来は英語で「QUEEN BEE」となるところを、「ビック」の響きに合わせるために「BEE QUEEN」とした。

## 歴史
- 1981年 - 前身の日立高崎ソフトボール部が創部
- 1988年 - 日本リーグに加盟
- 1989年 - 日本リーグ1部に昇格、全日本総合選手権初優勝
- 1990年 - 日本リーグ初優勝
- 2003年 - 日立製作所の事業再編に伴い日立&ルネサス高崎となる
- 2007年 - ルネサス高崎女子ソフトボール部となる
- 2009年 - ルネサステクノロジ高崎事業所女子ソフトボール部となる
- 2010年 - ルネサスエレクトロニクス高崎 女子ソフトボール部となる
- 2015年 - ビックカメラへのチーム移管に伴いビックカメラ女子ソフトボール高崎となる[1]
- 2016年 - 日本リーグ1部の所属チームのセカンドネーム登録に伴いビックカメラ高崎BEE QUEENとなる
- 2022年 - JDリーグ創設に伴い、同リーグ東地区に所属となる。JDリーグの初代王者となる

## 成績

### 日本リーグ戦績
日本リーグ1部に決勝トーナメント方式が導入された1994年から、JDリーグ創設前の最終シーズンとなった2021年までの戦績。
| 年度 | 所属リーグ    | 総合順位 | 試合 | 勝 | 敗 | 分 | リーグ順位 | 全日本総合 | 備考                         |
| ---- | ------------- | -------- | ---- | -- | -- | -- | ---------- | ---------- | ---------------------------- |
| 1994 | 日本リーグ1部 | 3位      | 16   | 13 | 3  | 0  | 2位        | 優勝       | 日立高崎                     |
| 1995 | 日本リーグ1部 | 優勝     | 16   | 14 | 2  | 0  | 1位        | 1回戦      |                              |
| 1996 | 日本リーグ1部 | 3位      | 16   | 12 | 4  | 0  | 1位        | 優勝       |                              |
| 1997 | 日本リーグ1部 | 優勝     | 16   | 15 | 1  | 0  | 1位        | 優勝       |                              |
| 1998 | 日本リーグ1部 | 準優勝   | 16   | 13 | 3  | 0  | 1位        | ベスト4    |                              |
| 1999 | 日本リーグ1部 | 3位      | 22   | 18 | 4  | 0  | 3位        | ベスト4    |                              |
| 2000 | 日本リーグ1部 | 準優勝   | 22   | 17 | 5  | 0  | 2位        | 準優勝     |                              |
| 2001 | 日本リーグ1部 | 準優勝   | 22   | 16 | 6  | 0  | 3位        | 優勝       |                              |
| 2002 | 日本リーグ1部 | 優勝     | 22   | 17 | 5  | 0  | 2位        | 準優勝     |                              |
| 2003 | 日本リーグ1部 | 優勝     | 22   | 18 | 4  | 0  | 1位        | 優勝       | 日立&ルネサス高崎            |
| 2004 | 日本リーグ1部 | 3位      | 22   | 17 | 5  | 0  | 3位        | 優勝       |                              |
| 2005 | 日本リーグ1部 | 優勝     | 22   | 18 | 4  | 0  | 1位        | 優勝       |                              |
| 2006 | 日本リーグ1部 | 4位      | 22   | 17 | 5  | 0  | 4位        | 優勝       |                              |
| 2007 | 日本リーグ1部 | 3位      | 22   | 19 | 3  | 0  | 2位        | 優勝       | ルネサス高崎                 |
| 2008 | 日本リーグ1部 | 優勝     | 22   | 20 | 2  | 0  | 1位        | 優勝       |                              |
| 2009 | 日本リーグ1部 | 優勝     | 22   | 18 | 4  | 0  | 2位        | 優勝       | ルネサステクノロジ高崎       |
| 2010 | 日本リーグ1部 | 3位      | 22   | 19 | 3  | 0  | 2位        | ベスト4    | ルネサスエレクトロニクス高崎 |
| 2011 | 日本リーグ1部 | 準優勝   | 22   | 18 | 4  | 0  | 2位        | 優勝       |                              |
| 2012 | 日本リーグ1部 | 準優勝   | 22   | 17 | 5  | 0  | 2位        | 優勝       |                              |
| 2013 | 日本リーグ1部 | 優勝     | 22   | 18 | 4  | 0  | 2位        | 準優勝     |                              |
| 2014 | 日本リーグ1部 | 準優勝   | 22   | 16 | 6  | 0  | 2位        | ベスト4    |                              |
| 2015 | 日本リーグ1部 | 優勝     | 22   | 18 | 4  | 0  | 2位        | ベスト8    | ビックカメラ高崎             |
| 2016 | 日本リーグ1部 | 4位      | 22   | 17 | 5  | 0  | 3位        | 優勝       | ビックカメラ高崎BEE QUEEN    |
| 2017 | 日本リーグ1部 | 優勝     | 22   | 21 | 1  | 0  | 1位        | ベスト8    |                              |
| 2018 | 日本リーグ1部 | 準優勝   | 22   | 19 | 3  | 0  | 2位        | 優勝       |                              |
| 2019 | 日本リーグ1部 | 優勝     | 22   | 18 | 4  | 0  | 1位        | 準優勝     |                              |
| 2020 | 日本リーグ1部 | 優勝     | 11   | 8  | 3  | 0  | 2位        | 開催中止   |                              |
| 2021 | 日本リーグ1部 | 優勝     | 22   | 18 | 4  | 0  | 1位        | 優勝       |                              |

- 決勝トーナメント方式が導入された1994年以降、「総合順位」の1-4位はリーグ上位4チームによる決勝トーナメントの結果で決定。5位以下は「リーグ順位」に同じ[注 7]
- 「リーグ順位」は、決勝トーナメント方式が導入された1994年以降の、リーグ戦における順位。上位4チームは決勝トーナメントに進出[注 7]

### JDリーグ戦績
| 年度 | 所属リーグ | 総合順位 | 試合 | 勝 | 敗 | 分 | リーグ順位 | 皇后盃  | 備考 |
| ---- | ---------- | -------- | ---- | -- | -- | -- | ---------- | ------- | ---- |
| 2022 | JDリーグ   | 優勝     | 29   | 24 | 5  | 0  | 東1位      | ベスト4 |      |
| 2023 | JDリーグ   | 準優勝   | 29   | 22 | 7  | 0  | 東1位      | 優勝    |      |
| 2024 | JDリーグ   | ベスト4  | 29   | 21 | 7  | 1  | 東2位      | ベスト4 |      |

## 選手・スタッフ
2024年4月現在
| ポジション         | #    | 名前                       | 年齢 | 身長  | 投打  | 出身校                     | 備考                |
| 選手               | 選手 | 選手                       | 選手 | 選手  | 選手  | 選手                       | 選手                |
| ------------------ | ---- | -------------------------- | ---- | ----- | ----- | -------------------------- | ------------------- |
| 投手               | 6    | 藤田倭                     | 34歳 | 165cm | 右·右 | 佐賀女子短大付属佐賀女子高 | 前所属：太陽誘電    |
| 投手               | 7    | 上野由岐子                 | 42歳 | 174cm | 右·右 | 九州女子高                 |                     |
| 投手               | 15   | 濱村ゆかり                 | 30歳 | 171cm | 右·右 | 木更津総合高               |                     |
| 投手               | 20   | 勝股美咲                   | 25歳 | 171cm | 右·右 | 多治見西高                 |                     |
| 投手               | 28   | 伊東杏珠                   | 20歳 | 171cm | 右·右 | 目黒日本大高               |                     |
| 投手               | 37   | 魏語辰（ウェイ・ユチェン） | 21歳 | 180cm | 左·左 | 遼寧省大連体育学院         | 新人                |
| 捕手               | 2    | 井出久美                   | 20歳 | 167cm | 左·左 | 高崎健康福祉大高崎高       | 新人                |
| 捕手               | 12   | 秦瑳桜                     | 20歳 | 170cm | 右·右 | 目黒日本大高               |                     |
| 捕手               | 18   | 炭谷遥香                   | 24歳 | 165cm | 右·右 | 兵庫大附属須磨ノ浦高       | 前所属：日立        |
| 内野手             | 3    | 工藤環奈                   | 26歳 | 170cm | 右·左 | 花巻東高                   |                     |
| 内野手             | 5    | 内藤実穂                   | 31歳 | 163cm | 右·右 | 佐賀女子短大付属佐賀女子高 |                     |
| 内野手             | 16   | 遠藤愛実                   | 20歳 | 157cm | 右·右 | 山梨学院高                 |                     |
| 内野手             | 17   | 椋梨咲楽                   | 21歳 | 158cm | 右·右 | 星城高                     |                     |
| 内野手             | 22   | 櫛渕あい                   | 21歳 | 158cm | 右·右 | 山梨学院高                 |                     |
| 内野手             | 25   | 廣瀬夏季                   | 27歳 | 161cm | 右·左 | とわの森三愛高→早稲田大    | 前所属：戸田中央    |
| 外野手             | 1    | 原田実優                   | 23歳 | 162cm | 右·左 | 安田女子高→日本文理大      | 新人                |
| 外野手             | 9    | 花浦ひかり                 | 23歳 | 160cm | 右·左 | 兵庫大附属須磨ノ浦高       | 前所属：デンソー    |
| 外野手             | 10   | 藤本麗                     | 26歳 | 149cm | 右·左 | 兵庫大附属須磨ノ浦高       |                     |
| 外野手             | 11   | 松本怜奈                   | 27歳 | 159cm | 右·左 | 厚木商業高                 | 前所属：日立→ホンダ |
| 外野手             | 19   | 麦谷美波                   | 21歳 | 159cm | 右·右 | 美作高                     |                     |
| スタッフ           |      |                            |      |       |       |                            |                     |
| シニアアドバイザー | -    | 宇津木妙子                 | 72歳 | -     | -     | 星野女子高                 |                     |
| 監督               | 30   | 岩渕有美                   | 45歳 | -     | -     | 星野女子高                 |                     |
| コーチ             | 31   | 我妻悠香                   | 30歳 | -     | -     | 星野高                     |                     |
| コーチ             | 32   | 市口侑果                   | 33歳 | -     | -     | 木更津総合高               |                     |

## 歴代所属選手
投手
- 上野由岐子（2001 - ）-  アテネ・北京・東京オリンピック代表
- 中野花菜（2012 - 2019）
- 濱村ゆかり（2014 - ）
- 藤田倭（2021 - ）-  東京オリンピック代表

捕手
- 乾絵美（2002 - 2009）-  アテネ・北京オリンピック代表
- 峰幸代（2006 - 2014）-  北京・東京オリンピック代表
- 我妻悠香（2013 - 2023, 2025 - ）-  東京オリンピック代表

内野手
- 宇津木麗華（1988 - 2004）-  シドニー・アテネオリンピック代表、 東京オリンピック代表監督
- 松本直美（1989 - 2002）-  アトランタ・シドニーオリンピック代表
- 伊藤良恵（1996 - 2004）-  シドニー・アテネオリンピック代表
- 三科真澄（2000 - 2009）-  アテネ・北京オリンピック代表
- 山本優（2007 - 2021）-  東京オリンピック代表
- 市口侑果（2011 - 2023, 2025 - ）-  東京オリンピック代表
- 内藤実穂（2013 - ）-  東京オリンピック代表
- 山内早織（2018 - 2022）
- 工藤環奈（2018 - ）

外野手
- 小関しおり（1991 - 2004）-  シドニーオリンピック代表
- 岩渕有美（1998 - 2013）-  アテネオリンピック代表
- 奈良岡彩子（2008 - 2010）- 女子競輪選手に転身
- 大工谷真波（2010 - 2021）
- 森さやか（2011 - 2021）-  東京オリンピック代表
- 糟谷舞乃（2013 - 2020）
- 川村莉沙（2025 - ）